# Кокбайський сільський округ
Кокба́йський сільський округ (каз. Көкбай ауылдық округі, рос. Кокбайский сельский округ) — адміністративна одиниця у складі Абайського району Абайської області Казахстану. Адміністративний центр та єдиний населений пункт — село Кокбай.
Населення — 1469 осіб (2021; 1954 у 2009, 2254 у 1999, 2684 у 1989).
Станом на 1989 рік існувала Мукурська сільська рада (села Акбаз, Баянкар, Кизилтас, Олжай, Рамазан) з центром у селі Кизилтас. До 1997 року сільський округ називався Мукирським.  Села Акбаз, Баянкар, Карлигаш, Олжай, Рамазан були ліквідовані 1998 року.

## Склад
До складу округу входять такі населені пункти:
| Населений пункт | Старі назви | Населення, осіб (1989) | Населення, осіб (1999) | Населення, осіб (2009) | Населення, осіб (2021) |
| --------------- | ----------- | ---------------------- | ---------------------- | ---------------------- | ---------------------- |
| Акбаз, село     | -           | 210                    | -                      | -                      | -                      |
| Баянкар, село   | -           | 172                    | -                      | -                      | -                      |
| Олжай, село     | -           | 220                    | -                      | -                      | -                      |
| Рамазан, село   | -           | 150                    | -                      | -                      | -                      |
| Кокбай, село    | Кизилтас    | 1932                   | 2254                   | 1954                   | 1469                   |